# Girflet
Sir Girflet (znany również jako: Griflet lub Jaufre) – według legend arturiańskich był jednym z Rycerzy Okrągłego Stołu. Był nazywany również synem Do lub synem Don. Był kuzynem sir Lucana i sir Bedivere’a.
Girflet pojawia się w legendach jako jeden z ostatnich sojuszników króla Artura. Zaraz po tym jak zostaje pasowany na rycerza, staje się od razu jednym z najważniejszych rycerzy Okrągłego Stołu. Jest jednym z głównych doradców Artura, a po bitwie pod Camlann zalicza się do nielicznych ocalałych rycerzy. To jego właśnie umierający Artur prosi o zwrócenie Excalibura Pani z Jeziora.
W Le Morte d’Arthur Thomasa Malory’ego, Girflet jest jednak jednym z rycerzy zabitych podczas niedoszłej egzekucji królowej Ginewry, kiedy to skazana na śmierć zostaje uratowana przez Lancelota. Według Malory’ego rycerzem, który wrzucił Excalibura do jeziora był Bedivere.
Girflet jest także bohaterem swojego własnego romansu – Jaufré, jedynego który dotrwał do naszych czasów, romansu arturiańskiego napisanego w języku prowansalskim.